# Johan Kaart
Johannes Antonius (Johan) Kaart (Amsterdam, 17 februari 1897 – aldaar, 1 februari 1976) was een Nederlands acteur, die binnen alle genres van het toneel actief was.  

## Loopbaan
Kaart betrad 3500 keer het toneel om samen met Johan Boskamp de klucht Potasch en Perlemoer te vertolken. Hij speelde als vader Alfred Doolittle een rol in de Nederlandse versie van de musical My Fair Lady. Kaart speelde verder rollen in onder meer de films De Jantjes (1934), Malle gevallen (1934), De vier Mullers (1935), De big van het regiment (1935) Kermisgasten (1936), Een koninkrijk voor een huis (1949), Ciske de Rat (1955) en Het wonderlijke leven van Willem Parel (1955). 
Johan - ook wel Job genoemd - groeide met zijn drie jaar jongere zuster op in een rooms-katholiek toneelspelersgezin. Omdat beide ouders met het theaterleven bekend waren, wilden zij niet dat hun zoon in hun voetsporen zou treden. Kaart senior was begonnen als leerling-toneelkapper en speelde tientallen kleine en middelgrote rollen. Daarnaast verdiende hij bij diverse gezelschappen een karig salaris als inspiciënt, souffleur of administrateur. 'Maatschappelijk telde het beroep van toneelspeler toen nog niet mee', zei Kaart junior later. 'Het was hachelijk en onzeker. Mijn vader zei: als je het hart hebt aan het toneel te gaan, breek ik je beide benen'. Kaart was een oom van zanger en acteur Hans Kaart (1920-1963). 
Sinds 1975 wordt de naar hem genoemde Johan Kaartprijs uitgereikt aan mensen die opmerkelijke prestaties op het gebied van theateramusement en de blijspelkunst hebben geleverd.
Kaart speelde in 1964 in de televisieserie Herrie om Harrie, aflevering De Nachtwacht met onder andere Mimi Kok en Ben Hulsman en had ook een gastrol in de van 1968 tot 1971 lopende televisieserie Oebele.

## Filmografie
- Rififi in Amsterdam (1962) - Commissaris van Houthem
- Kleren Maken de Man (1957) - Speurder
- Ciske de Rat (1955) - Rechercheur Muysken
- Sterren Stralen Overal (1953) - Piet van Amstel, taxichauffeur
- Een Koninkrijk voor een Huis (1949) - Kobus Blom
- 't Was één april (1936) - Handelaar
- Kermisgasten (1936) - Jan
- April, April! (1935, Duitsland) - 2. Bekannter von Lampe
- De Big van het Regiment (1935) - Jan Adriaanse
- De Vier Mullers (1935) - Jacob Schat
- De familie van mijn vrouw (1935) - Dr. Nix
- Malle Gevallen (1934) - Student Bram
- De Jantjes (1934) - Schele Manus
- Sneeuwwitje en de Zeven Dwergen (1938) - Grumpy (stem)

## Hoorspelen radio
- Opa Roel Spruyt in Koek & ei, (1957–1961)